# Amédée Guillotin de Corson
L'abbé Amédée-Aimé Guillotin, né à Nozay (Loire-Atlantique) le 26 mai 1837 et mort à Bain-de-Bretagne (Ille-et-Vilaine) le 7 août 1905, est un prêtre et historien français, spécialiste de l'histoire de la Bretagne.

## Famille
La famille Guillotin est une famille originaire de Bretagne. Mahurin Guillotin était notaire vers 1600, à Carentoir. François Guillotin (né vers 1630) et Mathurin Guillotin (1672-1729) étaient maître-chirurgiens. Claude Damien Guillotin (1727-1790) était procureur fiscal. Jean Damien Guillotin (1760-1835) était maître-chirurgien et officier de santé à La Chapelle-Gaceline. L'ajout du nom de Corson n'a été officiellement fait qu'en 1977.

## Biographie
Amédée Guillotin est le fils  du notaire de Varades puis de Nozay.
Il passe son enfance à Bain-de-Bretagne, au château de la Noë Saint-Yves. Après des études classiques au collège Saint-Vincent de Rennes, il entre en 1856 au grand séminaire. Il est ordonné prêtre le 7 juillet 1861 et devient vicaire à La Noë-Blanche la même année. En 1875, il est nommé chanoine de l'église métropolitaine de Rennes.
Il est l'auteur d'une quarantaine d'ouvrages d'histoire locale dont le plus important est Le pouillé historique de l'archevêché de Rennes paru en six volumes entre 1880 et 1886.
Il préside la Société archéologique et historique d'Ille-et-Vilaine.
La rue Guillotin-de-Corson, à Rennes, lui rend hommage.

## Ouvrages
- Les Églises et les chapelles de la baronnie de Châteaubriant en 1663, 1866
- Notices historiques sur l'ancienne paroisse de Carentoir : Morbihan, 1868 Texte en ligne
- Histoire de Chateaubriant, baronnie, ville et paroisse, avec Charles Goudé, 1870 Texte en ligne
- Histoire de la commanderie du Temple de Carentoir, 1870
- Récits historiques, traditions et légendes de Haute-Bretagne : Ille-et-Vilaine, arrondissement de Redon, 1870
- Mélanges historiques, première série, 1873
- Pèlerinage d'un Breton aux saints lieux de Provence : Tarascon, les Saintes-Maries, Marseille, la Sainte-Baume et Saint-Maximin, 1873
- Statistique historique et monumentale du canton de Redon (Ille-et-Vilaine), 1877
- Pouillé historique de l'archevêché de Rennes, 6 vol., 1880-1886 Texte en ligne 1 2 3 4 5 6
- L'Église de Rennes à travers les âges, 1885
- Statistique historique et monumentale du canton de Pipriac, 1886
- Statistique historique et monumentale des cantons de Bain et du Grand-Fougeray, 1886
- Récits de Bretagne, 3 vol., 1889-1898
- L'Ancien Manoir de Villeneuve en Toussaint de Rennes, 1888
- La Seigneurie de La Musse en Baulon, et l'établissement d'une garnison dans le château de ce nom en 1589, 1890
- La Commanderie hospitalière du Saint-Esprit d'Auray, 1893
- L'Abbaye de Melleray avant la Révolution, 1895
- Les Commanderies de Nantes. Le temple Sainte-Catherine et l'hôpital Saint-Jean, 1897
- Les Grandes Seigneuries de Haute-Bretagne, 1897-1899, trois volumes :
  - Les Grandes Seigneuries de Haute-Bretagne, Tome I « Les châtellenies comprises dans le territoire actuel du département d'Îlle-et-Vilaine », 1897
  - Les Grandes Seigneuries de Haute-Bretagne, Tome II « Les baronnies, marquisats, comtés et vicomtés compris dans le territoire d'Îlle-et-Vilaine », 1898
  - Les Grandes Seigneuries de Haute-Bretagne, Tome III « Les Grandes Seigneuries comprises dans le territoire actuel du département de la Loire-Inférieure », 1899. Ce troisième volume est aussi paru sous le titre « Les Grandes Seigneuries de Haute-Bretagne comprises dans le territoire actuel du département de la Loire-Inférieure » dans le Bulletin de la Société archéologique et historique de Nantes et du département de Loire-Inférieure, tome 38, 2e semestre 1897, p. 139-243, lire en ligne ; et tome 40, 1899, p. 51-192, lire en ligne.
- Les Pardons et Pèlerinages de Basse-Bretagne. Première série : Diocèse de Vannes, 1898
- La Châtellenie de Laillé près Rennes, 1899
- Combour, étude historique, 1899
- Dinard-Saint-Enogat à travers les âges, 1899
- Abbaretz (Loire-Inférieure), monographie historique et archéologique, 1899
- Les Templiers et les Hospitaliers de Saint-Jean de Jérusalem, dits Chevaliers de Malte en Bretagne, 1902
- Usages et droits féodaux en Bretagne, 1902
- Les Confesseurs de la foi pendant la grande révolution sur le territoire de l'archidiocèse de Rennes, 1903
- Étude historique et archéologique. Le Tiercent (Ille-et-Vilaine) : la paroisse, les seigneurs, la baronnie, le château, 1903
- Les Pardons et Pèlerinages du pays de Lannion et Tréguier, 1903
- Miscellanées bretonnes, histoire et hagiographie, 1904
- Les Seigneurs de Champeaux, leur collégiale et leur château, 1904
- Vieux Usages du pays de Châteaubriant, 1905
- L'Abbé Paris-Jallobert : 1838-1905, 1905
- Petites Seigneuries de Haute-Bretagne : ouvrage posthume contenant 22 seigneuries, 1907

## Sources
- Émilien Maillard, Nantes et le département au XIXe siècle : littérateurs, savants, musiciens, & hommes distingués (1891)